# مارتین هانسن
مارتین هانسن (هلندی: Martin Hansen؛ زادهٔ ۱۵ ژوئن ۱۹۹۰) یک بازیکن فوتبال و دروازه‌بان (فوتبال) اهل دانمارک است.

## باشگاهی
از باشگاه‌هایی که در آن بازی کرده‌است می‌توان به برادفورد سیتی اشاره کرد.